# Jaroslav Kratochvíl (Schriftsteller)

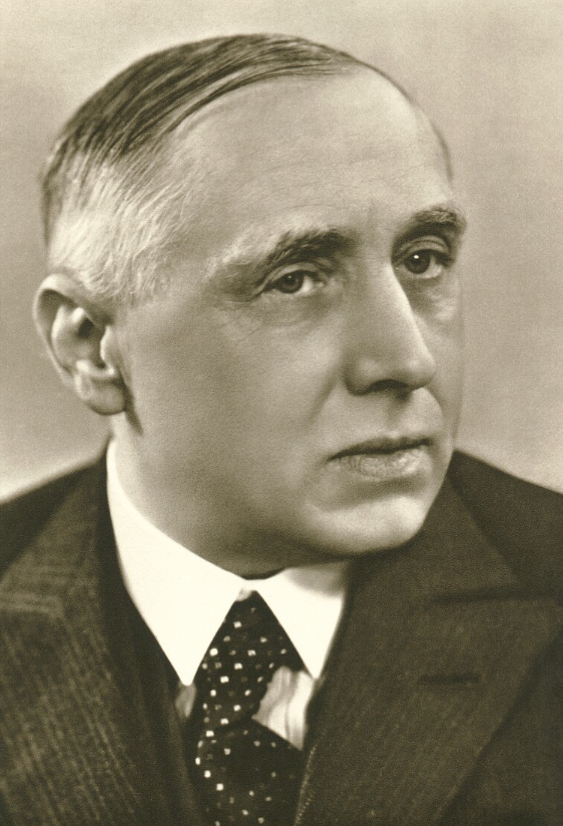
Jaroslav Kratochvíl

Jaroslav Kratochvíl (* 17. Januar 1885 in Tučapy bei Vyškov; † 20. März 1945 im KZ Theresienstadt) war ein tschechischer Schriftsteller.

## Leben
Nach dem Abitur im Jahre 1900 studierte er bis 1906 an der landwirtschaftlichen Hochschule in Halle-Wittenberg. Während des Ersten Weltkrieges wurde er in Russland gefangen genommen und trat anschließend in die Tschechoslowakischen Legionen ein. Hier diente er sich bis zum Offizier hoch. Nach seiner Rückkehr 1920 arbeitete er als Angestellter. Bekannt machte er sich als linksorientierter kulturpolitischer Publizist. 1927 bis 1929 war er verantwortlicher Redakteur der Zeitschrift Nové Rusko (Neues Russland). 1936 trat er dem U-Block bei, einer Vereinigung des sozialistischen Realismus. Weil er sich im antifaschistischen Widerstand engagierte, wurde er während des Zweiten Weltkrieges durch die Gestapo eingesperrt und in das Konzentrationslager Theresienstadt deportiert. Hier starb er einige Monate nach seiner Ankunft.

## Werke
Der Schriftsteller und Publizist beschäftigte sich mit Themen wie Dorfleben und Legionärsdienst. In seinen Veröffentlichungen über Legionen kritisierte er vor allem die heldenhaften Legenden.
- Barcelona - Valencie - Madrid, 1937, Reportagen
- Cesta revoluce: Československá legie v Rusku, 1922
- Dílo Jaroslava Kratochvíla, 1956 (2 Teile)
- Jménem republiky? Mé slovo k vítězství gajdovské pravdy, 1928
- Jurášek a Haninka, 1941
- Nebyl jsem pouhým divákem, 1966
- Prameny, 1934–56, zweiteiliger Roman über die Oktoberrevolution
- Setba, 1965
- Vesnice, 1911–13, Erzählungen aus der mährischen ländlichen Gegend
- Význam kyseliny fosforečné v rostlinách i hnojivu a zvýšení efektu hnojivého zaoráváním hnoje, 1908
- Z cesty do Ruska, 1924
- Z listáře Bloku socialistických spisovatelů, 1938 Kolektiv autorů: Čeští spisovatelé 20. století, Československý spisovatel, Praha 1985